# بييرو ديلا فرانشيسكا

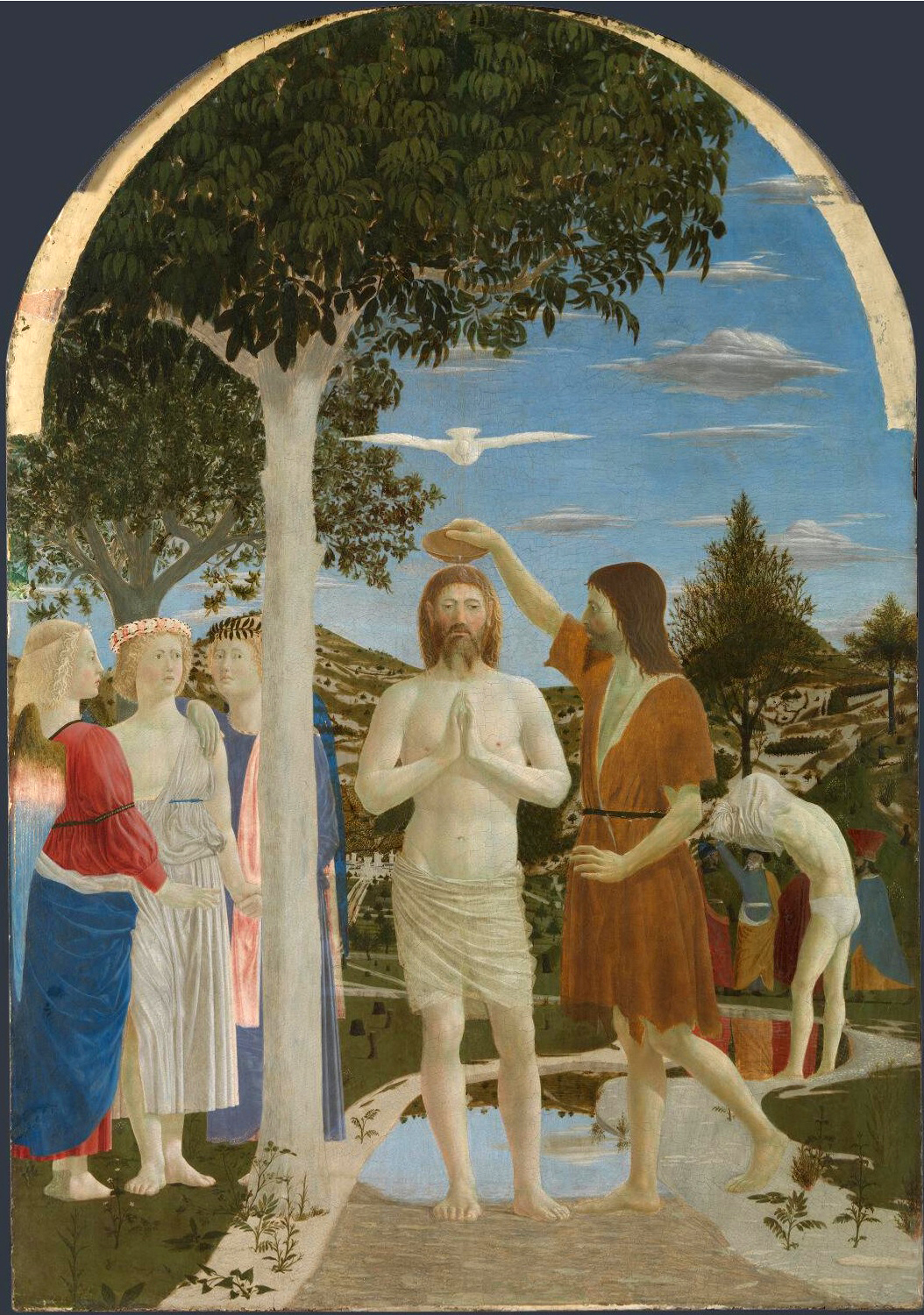
تعميد السيد المسيح، 1442 م

بييرو ديلا فرانتشيسكا (Piero della Francesca) عاش (ح. 1416-1492 م) اسمه الحقيقي هو بييرو دي بينيديتو، وهو رسّام إيطالي من بدايات عصر النهضة. كان يُعرف بين معاصريه بأنه مختص بالرياضيات والهندسة. في الوقت الحاضر يحظى بييرو ديلا فرانشيسكا بتقدير كبير بسبب فنه. ويغلب على لوحاته الطابع الإنساني الصافي واستخدامه للأشكال الهندسية والرسم المنظوري. عمله الأكثر شهرة هو لوحات تصوير جصي (فريسكو) باسم تاريخ الصليب الحقيقي (أو أسطورة الصليب) في كنيسة سان فرانشيسكو في بلدة أريتسو التوسكانية.
من أهم أعماله الفنية: تعميد السيد المسيح (1442 م)؛ أسطورة الصليب (1452-1459 م) لوحة جصيّة؛ سيدة الرحمة (ح. 1445 م).

## سيرته الذاتية

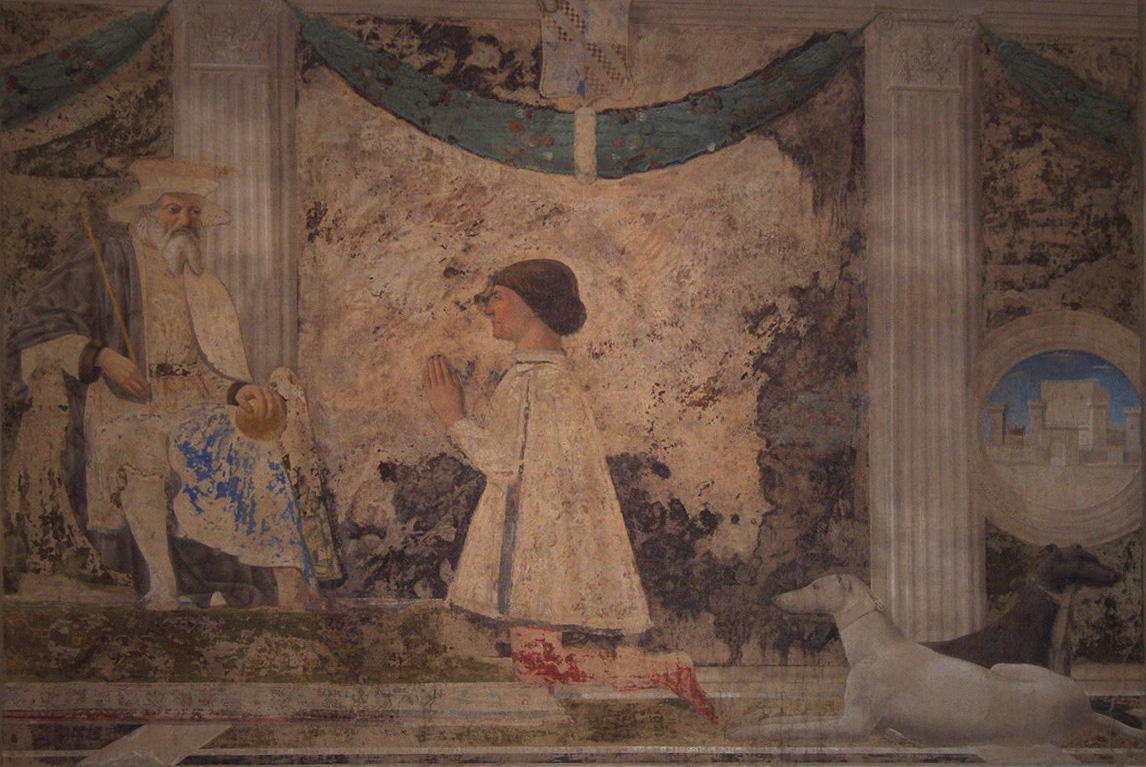
لوحة سيجيسموندو باندولفو مالاتيستا وهو يصلي أمام القديس سيجيسموندو (بييرو ديلا فرانشيسكا، 1451)؛ بقايا الكنيسة من معبد مالاتيستا، ريميني، إيطاليا

### سنوات نشأته
وُلد بييرو باسم بييرو دي بينيديتو في بلدة سانسي بلوكرو (توسكانا في الوقت الحالي)، والده هو بينيديتو دي فرانشيسكي، وهو تاجر، ووالدته رومانا دي بيرينو دا مونتيركي، وينتمون إلى عائلة فرانشيسكي النبيلة في فلورنسا وتوسكانا. توفي والده قبل ولادته، وقد سُمي بييرو ديلا فرانشيسكا نسبةً إلى والدته التي دعمت تعليمه في الرياضيات والفن.
يرجّح أنه تتلمذ على يد الرسام المحلي أنطونيو دي جيوفاني دانغياري، لأنه في المستندات المتعلقة بالمدفوعات لوحظ أنه كان يعمل مع أنطونيو في عامي 1432 ومايو 1438. من المؤكد أنه كان يتابع أعمال بعض الفنانين من سيينا الذين نشطوا في سانسي بلوكرو أثناء شبابه؛ مثل ساسيتا (ستيفانو دي جيوفاني). في 1439 تلقى بييرو ودومينيكو فينيزيانو مدفوعات لقاء عمله على لوحات التصوير الجصي (فريسكو) لكنيسة سانت إيجيديو في فلورنسا، والتي فُقدت في الوقت الحاضر. ويعتقد أنه لا بد أن يكون قد التقى بفنانين بارزين مثل فرا أنجيليكو ولوكا ديلا روبيا ودوناتيلو وبرونليسكي في فلورنسا. وقد كانت الكلاسيكية في لوحات الفريسكو للرسام مازاتشو وشخصياته المهيبة في كنيسة سانتا ماريا ديل كارمين مصدرًا للإلهام بالنسبة لبييرو. يُعد تأريخ أعمال بييرو غير الموثقة أمرًا صعبًا لأن أسلوبه لا يبدو أنه تطور على مر السنين.

### أعماله الناضجة
عاد بييرو إلى مسقط رأسه في عام 1442 وانتُخب لعضوية مجلس مدينة سانسي بلوكرو. وبعد ثلاث سنوات، تلقى أول تكليف له، لرسم لوحة مذبح مادونا ديلا ميزريكورديا في كنيسة ميزريكورديا في سانسي بلوكرو، والذي اكتمل في أوائل ستينيات القرن الخامس عشر. وفي عام 1449 نفذ العديد من لوحات الفريسكو في قلعة إستنزي وكنيسة سانت أندريا في فيرارا، والتي فقدت الآن أيضًا. كان تأثيره قويًا بشكل خاص في أعمال كوزيمو تورا التمثيلية الفيرارية (التابعة لمدرسة فيرارا) في وقت لاحق.
اكتملت لوحته معمودية المسيح -الموجودة الآن في المتحف الوطني بلندن- عام 1450 من أجل مذبح كنيسة دير سانت جيوفاني باتيستا في سانسي بلوكرو. ومن أعماله البارزة الأخرى لوحات الفريسكو القيامة في سانسي بلوكرو، ومادونا ديل بارتو في مونتركي، بالقرب من سانسي بلوكرو.
بعد ذلك بعامين، كان في ريميني، يعمل لصالح الكوندوتييرو (الزعيم) سيجيسموندو باندولفو مالاتيستا. في عام 1451، وخلال هذه الإقامة المؤقتة، نفذ لوحة فريسكو شهيرة هي سانت سيغيسموند وسيجيسموندو باندولفو مالاتيستافي كنيسة تيمبيو مالاتيستيانو، بالإضافة إلى بورتريه سيجيسموندو. وفي ريميني، يُعتقد أن بييرو التقى عالم الرياضيات الشهير والمهندس المعماري ليون باتيستا ألبيرتي، الذي أعاد تصميم كنيسة تيمبيو مالاتيستيانو، على الرغم من أن ألبيرتي وجّه تنفيذ تصميماته للكنيسة عن طريق المراسلة مع مشرف المبنى. وبعد ذلك، اتجه بييرو بنشاطه إلى أنكونة وبيزارو وبولونيا (إيطاليا).
في عام 1454، وقّع عقدًا لرسم متعدد الأجزاء سانت أوغوستين في كنيسة سانت أوغستينو في سانسي بلوكرو. ولكن اللوحة الوسطى لهذا الرسم قد فُقدت، وتُعدّ بقية اللوحات الأربعة للأجنحة الآن -والتي تمثل القديسين- متفرقة في جميع أنحاء العالم. بعد عدة سنوات، بعد أن استدعاه البابا نيقولا الخامس، انتقل إلى روما، حيث نفذ لوحات فريسكو في كنيسة سانتا ماريا ماجيوري، والتي لم يتبق منها سوى أجزاء. وبعد ذلك بعامين، عاد مجددًا إلى العاصمة البابوية، ليرسم لوحات في قصر الفاتيكان، والتي تلفت فيما بعد. 

### لوحات الفريسكو في سان فرانشيسكو في أريتسو
في عام 1452، استدعي بييرو ديلا فرانشيسكا ليحل محل بيتشي دي لورينزو في رسم اللوحات الفريسكو لكاتدرائية سان فرانشيسكو. وأنهى عمله في عام 1464. وتعتبر لوحته تاريخ الصليب الحقيقي من بين أعماله الفنية العظيمة وأعمال عصر النهضة بشكل عام. استُمدت قصة هذه اللوحات من مصادر العصور الوسطى الأسطورية، التي تروي كيف وجدت أجزاء من خشب الصليب الحقيقي. وقد جُمعت هذه الروايات في مجموعة الأسطورة الذهبية التي كتبها يعقوب دي فراغسي في منتصف القرن الثالث عشر.

### نشاط بييرو في أوربينو
في مرحلة ما، دعا جيوفاني سانتي بييرو إلى أوربينو. وبين عامي 1469 و1486، عمل بييرو بشكل متكرر في خدمة الكونت فيديريكو الثالث دا مونتيفيلترو (الدوق في عام 1474). وتُعتبر لوحة جلد المسيح أقدم أعمال بييرو في أوربينو (نحو 1455-1470). وهي واحدة من أكثر الصور شهرة وإثارة للجدل في عصر النهضة المبكر. يتميز مدخل اللوحة بالاتزان الهندسي، بالإضافة للغز محير هو طبيعة الرجال الثلاثة الواقفين في المقدمة.
عمل مشهور آخر رسمه في أوربينو هو بورتريه مزدوج لفيديريكو وزوجته باتيستا سفورزا، في أوفيزي. وهذه البورتريهات مستلهمة من الميداليات البرونزية الضخمة والدوائر الجصية في البورتريهات الرسمية لفيديريكو وزوجته. أما اللوحات الأخرى التي رسمها في أوربينو هي لوحة مذبح مونتيفيلترو الضخمة (1474) في صالة عرض بريرا في ميلانو ولوحة مادونا سينيغاليا.
قابل بييرو في أوربينو الرسامين ميلوزو دا فورلي، وفرا كارنيفالي، والفلمنكي جوستوس فان جنت، وعالم الرياضيات فرا لوكا باتشولي، والمهندس المعماري فرانشيسكو دي جيورجيو مارتيني، وربما ليون باتيستا ألبيرتي.

### سنواته الأخيرة
في سنواته الأخيرة، زار رسامون مثل بيروجينو ولوكا سنيورلي ورشة عمله. أكمل أطروحته حول المنظور في الرسم في منتصف سبعينيات القرن الخامس عشر إلى ثمانينيات القرن الخامس عشر. وبحلول العام 1480بدأ بصره يتراجع، لكنه واصل كتابة أطروحاته مثل كتاب قصير عن المواد الصلبة الخمسة النظامية في 1485. وقد وُثّق أن بييرو استأجر منزلاً في ريميني في عام 1482. كتب بييرو وصيته في 1487 وتوفي بعد ذلك بخمس سنوات، في 12 أكتوبر 1492، في منزله في سانسي بلوكرو. وقد ترك ممتلكاته لعائلته وللكنيسة.

## روابط خارجية
- بييرو ديلا فرانشيسكا على موقع الموسوعة البريطانية (الإنجليزية)
- بييرو ديلا فرانشيسكا على موقع ميوزك برينز (الإنجليزية)
- بييرو ديلا فرانشيسكا على موقع إن إن دي بي (الإنجليزية)
- بييرو ديلا فرانشيسكا على موقع ديسكوغز (الإنجليزية)